# Dassower See
Der Dassower See ist trotz seines Namens kein Binnensee, sondern eine Seitenbucht (Wiek) der Traveförde, fünf Kilometer oberhalb der Travemündung zur Ostsee.
Die Flussbucht liegt nordöstlich des bebauten Stadtgebiets von Lübeck (Schleswig-Holstein) in direkter Nähe zur Ostsee, nördlich schließt die Halbinsel Priwall mit dem Naturschutzgebiet „Südlicher Priwall“ an. Rechtlich ist das Gebiet ein Bestandteil der Bundeswasserstraße Trave mit einer Länge von rund 5,5 Kilometern bis zum Südostende bei Dassow in der Zuständigkeit des Wasserstraßen- und Schifffahrtsamtes Lübeck.

## Geographie
Der Dassower See ist eine Brackwasser-Bucht im Fluss Trave, die zusammen mit der Pötenitzer Wiek von der offenen See der Lübecker Bucht durch die Halbinsel Priwall abgetrennt wird. Der etwa 8 km² große Dassower See hat von der Mündung des Flusses Stepenitz im Südosten ausgehend eine trichterartige Form, die sich im Nordwesten (Mündung in die Pötenitzer Wiek) wieder auf etwa 300 Meter verengt. An der Mündung der Stepenitz befindet sich bei der Dassower Brücke ein kleiner Anleger für die Fischerboote aus Dassow.
Die Bucht mit ihren beiden Inseln gehört zum Stadtgebiet von Lübeck, Stadtteil Travemünde, Stadtbezirk Priwall. Die gesamte Uferlinie bildet dabei die Grenze zu Mecklenburg-Vorpommern. Die namengebende Kleinstadt Dassow im Landkreis Nordwestmecklenburg ist die einzige größere Ansiedlung am Dassower See. Am nördlichen Ufer befindet sich die ehemalige Gutsanlage des Schlosses Johannstorf.

## Geschichte
Bis zur deutschen Wiedervereinigung war der gesamte Seeuferbereich Sperrgebiet und somit dem Tourismus und jeglicher Bebauung entzogen. Am Ufer befand sich auf DDR-Gebiet eine mehrere Meter hohe Mauer aus Betonelementen, so dass der See von der DDR-Seite aus nicht eingesehen werden konnte. Das Betreten der Sperrzone war nur mit Sondergenehmigung möglich. Die Wasserfläche des Sees konnte von der Trave aus befahren werden (die Grenze verlief entlang der Hochwasserlinie, so dass bei normalem Wasserstand ein schmaler Uferstreifen zu Schleswig-Holstein und somit zur Bundesrepublik gehörte).

## Flora, Fauna und Naturschutz

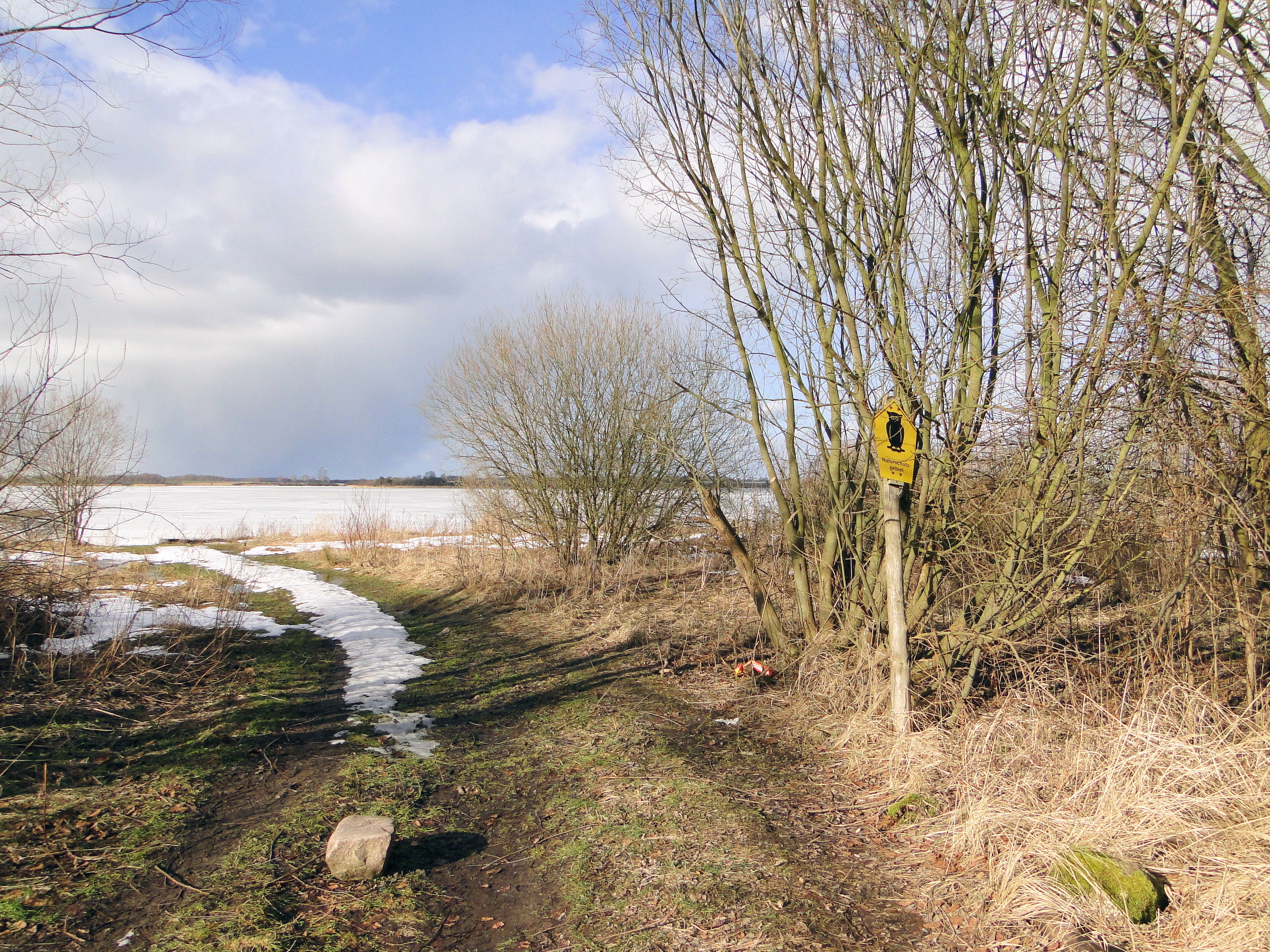
Ufer in Zarnewenz mit Hinweisschild auf das NSG Uferzone Dassower See

Als Heimat von etwa 30 Entenarten ist der Dassower See eines der größten Vogelschutzgebiete Deutschlands. Der See mit den beiden Inseln Buchhorst (250 Meter vom Westufer entfernt, mit einer Fläche von 3,6 Hektar) und Graswerder (Plönswerder) (unmittelbar westlich vor der Stepenitz-Mündung im Osten, mit einer Fläche von rund 1,1 Hektar) sowie seinen Röhrichtbeständen ist auch ein wichtiges Rast- und Überwinterungsgebiet für nordische Wasservögel. Der Dassower See und seine Uferbereiche stehen seit 1983 unter Naturschutz (Naturschutzgebiet Dassower See, Inseln Buchhorst und Graswerder (Plönswerder)) und sind der Europäischen Union als FFH-Gebiet gemeldet. Auf mecklenburgischer Seite sind die angrenzenden Uferbereiche durch Ausweisung des Naturschutzgebiets Uferzone Dassower See 1990 unter Schutz gestellt worden. Am Nordufer schließt sich das Naturschutzgebiet Küstenlandschaft zwischen Priwall und Barendorf mit Harkenbäkniederung an.